# Peter de Neergaard
 Ikke at forveksle med Peter Johansen Neergaard.
Peter Johansen de Neergaard (født 24. juli 1769 på Tølløsegård, død 9. januar 1835 på Gunderslevholm) var en dansk godsejer.
Han var søn af kancelliråd Johan Thomas Neergaard til Tølløsegård (søn af krigsråd Peter Johansen Neergaard) og Anna Joachimine født Qvistgaard, blev student 1786 og 1790 cand.jur. Han erhvervede dels ved arv, dels ved køb et sådant antal herregårde, som sjældent samles på en enkelt mands hånd: Ringsted Kloster, Kærup (1793), Merløsegård (1795), Gyldenholm (1800), Førslevgård, Gunderslevholm, Kastrupgård, Fuglebjerggård og Fodbygård samt Det Plessenske Fideikommis (alle 1803), Gerdrup og Lyngbygård (1814), Fuglsang og Priorskov (1819), Nørlund, Torstedlund (1820) og Albæk, Egense Kloster (1826) m.fl. De fleste af sine ejendomme lykkedes det ham under de senere indtrufne ugunstige tidsforhold at bevare, indtil han 1830 overdrog dem til sine sønner. Efter i flere år at have været landvæsenskommissær i Sorø Amt blev han 1803 justitsråd, 1819 etatsråd og døde 9. januar 1835.
Han blev gift 1. gang 25. marts 1794 i Roskilde (?) med Elisabeth Jacobine Vilhelmine f. Mourier (1778-1813), 2. gang 14. maj 1814 med Anna Henriette Elisabeth f. Schow (1781-1859), enke efter kaptajn Peter Christoffer Qvistgaard til Gerdrup og Lyngbygård.
Han er begravet i Gunderslev Kirke. Der findes et posthumt portræt i litografi udført af I.W. Tegner & Kittendorff.